# Qi Shuai
Dit is een Chinese naam; de familienaam is Qi.
Qi Shuai (Chinees: 齐帅) (Anda, 1 november 1980) is een schaatsster uit China. Ze vertegenwoordigde haar vaderland op de Olympische Winterspelen 2014 in Sotsji.

## Resultaten

### Olympische Winterspelen
| Jaar | Plaats | Resultaten |
| ---- | ------ | ---------- |
| 2014 | Sotsji | 23e 500 m  |

### Wereldkampioenschappen
| Jaar                       | Plaats            | Resultaten           |
| -------------------------- | ----------------- | -------------------- |
| 2011 Afstanden 2011 Sprint | Inzell Heerenveen | 21e 500 m 21e Sprint |
| 2013 Sprint                | Salt Lake City    | 28e Sprint           |

### Wereldbeker
Eindklasseringen
| Seizoen   | 500 m | 1000 m |
| --------- | ----- | ------ |
| 2010/2011 | 14e   | 32e    |
| 2011/2012 | 28e   | 34e    |
| 2012/2013 | 31e   | 48e    |
| 2013/2014 | 41e   | -      |

### Aziatische kampioenschappen
| Jaar | 500 m  | 1000 m |
| ---- | ------ | ------ |
| 2010 | Zilver | 7e     |
| 2011 | Zilver | 6e     |
| 2013 | DNF    | -      |

### Chinese kampioenschappen
| Jaar | 500 m | 1000 m | Sprint |
| ---- | ----- | ------ | ------ |
| 2004 | -     | -      | 31e    |
| 2005 | -     | -      | 31e    |
| 2006 | 11e   | 7e     | 8e     |
| 2007 | 8e    | 10e    | 4e     |
| 2008 | 11e   | 13e    | 4e     |
| 2009 | 4e    | 8e     | 4e     |
| 2010 | Brons | Brons  | 4e     |
| 2011 | -     | -      | 4e     |
| 2012 | -     | -      | Zilver |
| 2014 | Goud  | Zilver | 6e     |
| 2015 | -     | -      | 7e     |

## Persoonlijke records
| Afstand    | Tijd    | Datum            | Baan           |
| ---------- | ------- | ---------------- | -------------- |
| 100 meter  | 11,21   | 21 november 2004 | Harbin         |
| 500 meter  | 38,02   | 21 januari 2012  | Salt Lake City |
| 1000 meter | 1.16,32 | 22 januari 2012  | Salt Lake City |
| 1500 meter | 2.06,00 | 12 november 2011 | Harbin         |
| 3000 meter | 4.43,88 | 19 oktober 2007  | Changchun      |